# Селмер (Тенеси)
Селмер (енгл. Selmer) град је у америчкој савезној држави Тенеси.

## Демографија
По попису из 2010. године број становника је 4.396, што је 145 (-3,2%) становника мање него 2000. године.
| Група             | 2000.         | 2010.         |
| Белци             | 3.657 (80,5%) | 3.545 (80,6%) |
| Афроамериканци    | 723 (15,9%)   | 640 (14,6%)   |
| Азијати           | 12 (0,3%)     | 22 (0,5%)     |
| Хиспаноамериканци | 70 (1,5%)     | 91 (2,1%)     |
| Укупно            | 4.541         | 4.396         |